# Luigi Ercolani
Luigi Ercolani (ur. 17 października 1758 w Foligno, zm. 10 grudnia 1825 w Rzymie) – włoski kardynał.

## Życiorys
Urodził się 17 października 1758 roku w Foligno, jako syn Ascania Ercolaniego i Lucrezii Cirocchi. Studiował na Collegio Nazareno oraz Papieskiej Akademii Kościelnej. Po śmierci braci odziedziczył pokaźną fortunę. Pozostał bezżenny, jednak prowadził światowe życie, specjalizując się w ekonomii. Pod koniec XVIII wieku wstąpił na służbę papieską, zajmując się finansami kościelnymi. Podczas francuskiej okupacji Rzymu udał się do Perugii, a w 1814 roku został skarbnikiem generalnym Kamery Apostolskiej i prałatem Jego Świątobliwości. W 1816 albo 1817 roku przyjął święcenia kapłańskie. 8 marca 1816 roku został kreowany kardynałem in pectore. Jego nominacja na kardynała diakona została ogłoszona na konsystorzu 22 lipca i nadano mu diakonię S. Marci. 14 kwietnia 1817 roku został podniesiony do rangi kardynała prezbitera pro hac vice. Rok później został prefektem ds. ekonomicznych Kongregacji Rozkrzewiania Wiary. Zmarł 10 grudnia 1825 roku w Rzymie.